# Síndrome de alta exposición

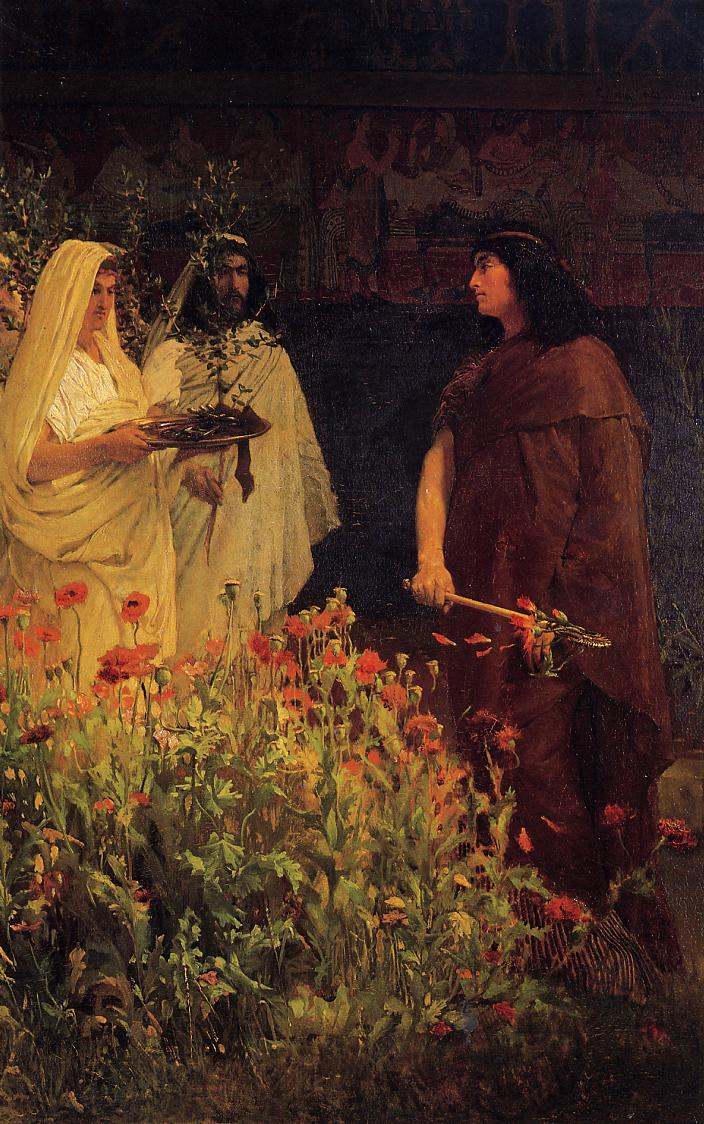
Tarquinius Superbus de Lawrence Alma-Tadema. Representa al rey cortando las cabezas más altas de un campo de amapolas.

El síndrome de alta exposición (o síndrome de la amapola alta - tall poppy syndrome -en inglés) es un término peyorativo utilizado en Canadá, Reino Unido, Irlanda, Australia, y Nueva Zelanda para describir un fenómeno social por el cual personas con méritos genuinos son odiadas, criticadas o atacadas a causa de que sus habilidades o logros las colocan por encima de sus colegas o las distinguen de ellos.

## Etimología
El término en inglés proviene del relato de Heródoto en sus Historias (Libro 5, 92f), citado luego por Aristóteles en Política (Libro 5, Capítulo 10), y en la obra de Livio Historia de Roma, Libro I. 

Heródoto, Las historias, Libro 5, 92-f: 
Él (Periandro) había enviado un heraldo a Trasíbulo de Mileto y le consultó de qué forma podía él gobernar mejor y de forma más segura su ciudad. Trasíbulo condujo al hombre enviado por Periandro fuera de la ciudad, y lo llevó a un campo sembrado. Mientras caminaba entre el trigo, preguntando constantemente por qué el mensajero había ido a verlo a él desde Cípselo, iba cortando los brotes más altos de trigo que veía a su paso, y los arrojaba al camino, hasta que hubo destruido la mejor y más rica parte de su sembrado. Luego, regresó a su morada y sin una palabra de consejo, despidió al heraldo. Cuando el heraldo regresó a Cípselo, Periandro estaba ansioso por escuchar el consejo que había traído el heraldo, pero el hombre le explicó que Trasibulo no le había dado ninguno. El heraldo agregó que en realidad lo había enviado a ver a un hombre muy extraño, un loco y destructor de sus posesiones, y le contó a Periandro lo que le había visto hacer a Trasíbulo. Sin embargo, Periandro, comprendió lo acontecido, e interpretó que Trasíbulo le había aconsejado cortar a aquellos ciudadanos que tenían habilidades o influencias fuera de lo común; por lo que comenzó a tratar a sus ciudadanos de una forma desconsiderada y malvada.
Aristóteles utiliza la historia de Heródoto en su Política, (Libro 5, Capítulo 10) al referirse al consejo de Trasíbulo de Mileto a Periandro en el sentido de "eliminar los tallos más altos, sugiriendo, que era preciso eliminar a los ciudadanos más eminentes". Según el relato de Livio, el tirano rey romano, Tarquino el Orgulloso, recibió un mensajero de su hijo Sexto Tarquinio preguntando qué debía hacer en Gabii, dado que era el más poderoso allí. En lugar de darle una respuesta hablada al mensajero, Tarquino fue al jardín, tomó un palo, y lo pasó simbólicamente por el jardín, cortando los extremos de las amapolas más altas que crecían allí. El mensajero, cansado de esperar una respuesta, regresó a Gabii y le contó a Sexto lo que había visto. Sexto entendió que lo que su padre le recomendaba era matar a todas las personas eminentes de Gabii, cosa que hizo.